# Liste der Kulturdenkmäler in Schwirzheim
In der Liste der Kulturdenkmäler in Schwirzheim sind alle Kulturdenkmäler der rheinland-pfälzischen Ortsgemeinde Schwirzheim aufgeführt. Grundlage ist die Denkmalliste des Landes Rheinland-Pfalz (Stand: 27. Juni 2022).

## Einzeldenkmäler
| Bezeichnung                            | Lage                                            | Baujahr  | Beschreibung | Bild                                    |
| -------------------------------------- | ----------------------------------------------- | -------- | --- | --------------------------------------- |
| Wegekreuz                              | Im Dorf Lage                                    | um 1760  | spätbarockes Schaftkreuz, sogenannter Sefferner Typ, wohl um 1760                                               | BW                                      |
| Wohnhaus                               | Im Dorf 11 Lage                                 | 1677     | Flurküchenhaus, bezeichnet 1677 und 1856 (Erneuerung des Eingangs)                                              | Fotos hochladen                         |
| Friedhofskreuz                         | Im Dorf, auf dem Friedhof Lage                  | um 1900  | Sockelkreuz, um 1900                                                                                            | BW                                      |
| Wegekreuz                              | Im Graben                                       | 1883     | gotisierendes Balkenkreuz mit Metallkorpus, bezeichnet 1883                                                     | Direkt Bild zu diesem Denkmal hochladen |
| Katholische Pfarrkirche St. Margarethe | Im Graben 27 Lage                               | 1923 ff. | dreischiffige Basilika, Reformarchitektur, 1923 ff., Architekten Huch und Greffges, Koblenz; Ausstattungsreste  | weitere Bilder Fotos hochladen          |
| Burgruine Hartelstein                  | nordöstlich des Ortes auf einem Bergrücken Lage |          | Mauerreste der mittelalterlichen, in der frühen Neuzeit verstärkten, spätestens ab 1712 verfallenden Burganlage | BW                                      |